# Unione Sportiva Arezzo 1967-1968
Questa pagina raccoglie le informazioni riguardanti l'Unione Sportiva Arezzo nelle competizioni ufficiali della stagione 1967-1968.

## Rosa
| N. |                   | Ruolo | Calciatore                |
| -- | ----------------- | ----- | ------------------------- |
|    | Italia (bandiera) | D     | Michele Benedetto         |
|    | Italia (bandiera) | A     | Giovan Battista Benvenuto |
|    | Italia (bandiera) | A     | Roberto Carloni           |
|    | Italia (bandiera) | C     | Ennio Casadio             |
|    | Italia (bandiera) | A     | Alberto Corucci           |
|    | Italia (bandiera) | C     | Renato Faloppa            |
|    | Italia (bandiera) | A     | Gian Paolo Galuppi        |
|    | Italia (bandiera) | D     | Fabrizio Gudini           |
|    | Italia (bandiera) | P     | Giuseppe Maschi           |
|    | Italia (bandiera) | A     | Adriano Maschietto        |

| N. |                   | Ruolo | Calciatore          |
| -- | ----------------- | ----- | ------------------- |
|    | Italia (bandiera) | A     | Pietro Michesi      |
|    | Italia (bandiera) | D     | Luciano Monticolo   |
|    | Italia (bandiera) | P     | Aldo Nardin         |
|    | Italia (bandiera) | D     | Renato Picci        |
|    | Italia (bandiera) | C     | Luciano Rigato      |
|    | Italia (bandiera) | C     | Giorgio Rumignani   |
|    | Italia (bandiera) | C     | Carlo Scazzola      |
|    | Italia (bandiera) | D     | Franco Squarcialupi |
|    | Italia (bandiera) | D     | Sergio Vezzoso      |